# Port lotniczy Man
Port lotniczy Man – międzynarodowy port lotniczy położony w Man. Jest szóstym co do wielkości lotniskiem Wybrzeża Kości Słoniowej.

## Kierunki lotów i linie lotnicze
| Linia Lotnicza    | Kierunek              |
| ----------------- | --------------------- |
| Air Côte d'Ivoire | 1. Abidżan 2. Odienne |